# 贵州杜鹃
贵州杜鹃（学名：Rhododendron guizhouense）为杜鹃花科杜鹃花属下的一个种。

## 扩展阅读
- 維基物種上的相關：贵州杜鹃